# Марко Щепович
Марко Щепович (серб. Марко Шћеповић, нар. 23 травня 1991, Белград, СФРЮ) — сербський футболіст, нападник. 
Чемпіон Греції, триразовий  чемпіон Сербії, володар кубка Сербії, чемпіон та володар кубка Угорщини, чемпіон Кіпру.

## Клубна кар'єра
Народився 23 травня 1991 року в місті Белград. Вихованець футбольної школи клубу «Партизан».
У дорослому футболі дебютував 2008 року виступами за команду клубу «Телеоптик», в якій провів два сезони, взявши участь у 36 матчах чемпіонату. 
Своєю грою за цю команду привернув увагу представників тренерського штабу клубу «Партизан», до складу якого приєднався 2010 року. Відіграв за белградську команду наступні три сезони своєї ігрової кар'єри. У складі «Партизана» був одним з головних бомбардирів команди, маючи середню результативність на рівні 0,36 голу за гру першості.
2013 року уклав контракт з клубом «Олімпіакос», у складі якого провів наступний рік своєї кар'єри гравця. 
З 2014 року один сезон на правах оренди захищав кольори іспанського клубу «Мальорка». В новому клубі був серед найкращих голеодорів, відзначаючись забитим голом в середньому щонайменше у кожній третій грі чемпіонату.
Згодом з 2015 по 2016 рік також на правах оренди грав у складі російського «Тереку» та бельгійського «Мускрон-Перювельз».
До складу угорського «Відеотону» приєднався 2016 року. Відтоді встиг відіграти за клуб з Секешфегервара 24 матчі в національному чемпіонаті.

## Виступи за збірні
2009 року дебютував у складі юнацької збірної Сербії, взяв участь у 6 іграх на юнацькому рівні, відзначившись 4 забитими голами.
2011 року залучався до складу молодіжної збірної Сербії. На молодіжному рівні зіграв у 7 офіційних матчах, забив 1 гол.
2012 року дебютував в офіційних матчах у складі національної збірної Сербії. Наразі провів у формі головної команди країни 5 матчів.

## Статистика виступів
Станом на 31 травня 2016
| Команда                      | Сезон             | Ліга  | Ліга | Кубок | Кубок | Єврокубки | Єврокубки | Усього | Усього |
| Команда                      | Сезон             | Матчі | Голи | Матчі | Голи  | Матчі     | Голи      | Матчі  | Голи   |
| ---------------------------- | ----------------- | ----- | ---- | ----- | ----- | --------- | --------- | ------ | ------ |
| «Партизан»                   | 2010–11           | 19    | 6    | 3     | 4     | 4         | 0         | 26     | 10     |
| «Партизан»                   | 2011–12           | 9     | 4    | 2     | 0     | 4         | 1         | 15     | 5      |
| «Партизан»                   | 2012–13           | 17    | 6    | 2     | 0     | 6         | 1         | 25     | 7      |
| «Партизан»                   | Усього            | 45    | 16   | 7     | 4     | 14        | 2         | 66     | 22     |
| «Олімпіакос»                 | 2013–14           | 13    | 4    | 4     | 3     | 0         | 0         | 17     | 7      |
| «Олімпіакос»                 | Усього            | 13    | 4    | 4     | 3     | 0         | 0         | 17     | 7      |
| «Мальорка» (оренда)          | 2014-15           | 15    | 6    | 1     | 0     | 0         | 0         | 16     | 6      |
| «Мальорка» (оренда)          | Усього            | 15    | 6    | 1     | 0     | 0         | 0         | 16     | 6      |
| «Терек» (оренда)             | 2015              | 7     | 0    | 0     | 0     | 0         | 0         | 7      | 0      |
| «Терек» (оренда)             | Усього            | 7     | 0    | 0     | 0     | 0         | 0         | 7      | 0      |
| «Мускрон-Перювельз» (оренда) | 2015-16           | 24    | 6    | 0     | 0     | 0         | 0         | 24     | 6      |
| «Мускрон-Перювельз» (оренда) | Усього            | 24    | 6    | 0     | 0     | 0         | 0         | 24     | 6      |
| Усього за кар'єру            | Усього за кар'єру | 104   | 32   | 12    | 7     | 14        | 2         | 130    | 41     |

## Титули і досягнення
- Чемпіон Греції (1):

«Олімпіакос»:  2013-14
- Чемпіон Сербії (3):

«Партизан»:  2010-11, 2011-12, 2012-13
- Володар Кубка Сербії (1):

«Партизан»:  2010-11
- Чемпіон Угорщини (1):

МОЛ Віді: 2017-18
- Володар Кубка Угорщини (1):

МОЛ Віді: 2018-19
- Чемпіон Кіпру (1):

«Омонія»: 2020-21
- Володар Суперкубка Кіпру (1):

«Омонія»: 2021
- Володар Кубка Кіпру (1):

«Омонія»: 2021-22